# Eugen von Beaulieu-Marconnay
Eugen Karl Theodor Levin Freiherr von Beaulieu-Marconnay (* 16. Februar 1815 in Nizza; † 23. August 1898 in Oldenburg) war ein Jurist, Oldenburgischer Oberappellationsrat und von 1879 bis 1892 erster Präsident am Oberlandesgericht Oldenburg.

## Herkunft
Eugen Freiherr von Beaulieu-Marconnay entstammte dem Hannoverschen Zweig des ursprünglich französischen Adelsgeschlechts Beaulieu-Marconnay. Seine Vorfahren waren als Protestanten durch die Aufhebung des Edikts von Nantes 1685 gezwungen, ihre Heimat zu verlassen und siedelten sich in Deutschland an. Die Familie stellte in mehreren deutschen Fürstentümern Beamte und Soldaten.
Beaulieu war der Sohn des oldenburgischen Staatsministers Wilhelm Ernst von Beaulieu-Marconnay (1786–1859) und dessen erster Frau Johanna geb. Mentz (1793–1850).  Sein Bruder war Karl von Beaulieu-Marconnay (1811–1889), der spätere Hofmarschall im Großherzogtum Sachsen-Weimar-Eisenach.

## Leben und Karriere
Beaulieu besuchte die Gymnasien in Oldenburg und Rinteln und studierte von 1832 bis 1836 Rechtswissenschaften an den Universitäten Berlin und Göttingen. Im April 1837 trat er in den oldenburgischen Staatsdienst und war zunächst als Amtsauditor in Eutin und dann als Kanzleisekretär in Oldenburg tätig. 1842 wurde er Assessor am Landgericht in Ovelgönne, kam 1844 an das Landgericht in Jever und wurde 1845 an das Landgericht Oldenburg versetzt. 1852 wurde er als Hilfsrichter der Justizkanzlei zugeteilt und 1856 zum Obergerichtsrat befördert. 1858 wurde er Oberappellationsrat und 1874 Vizepräsident des Oberappellationsgerichts in Oldenburg. Am 1. Januar 1878 wurde er zum Präsidenten des Oberappellationsgerichts ernannt und übernahm nach dessen Auflösung am 1. Januar 1879 als Präsident die Leitung des als Nachfolgebehörde eingerichteten Oberlandesgerichts, die er bis zum 1. Mai 1892 innehatte. Von 1878 bis 1892 amtierte er außerdem noch als Präsident des Evangelischen Oberschulkollegiums.
Beaulieu besaß ausgeprägte literarische Interessen und war eng mit dem Dichter Julius Mosen befreundet. Er war von 1879 bis 1851 Mitglied des Literarisch-geselligen Vereins und wurde 1859 in die Literarische Gesellschaft Oldenburgs aufgenommen. Mit dem Schauspieler und Schriftsteller Emil Palleske stand er im Briefwechsel. Er bestimmte das gesellschaftliche und geistige Leben der Residenzstadt mit und zählt neben Günther Heinrich von Berg und Christian Ludwig Runde zu den bedeutendsten Juristen Oldenburgs im 19. Jahrhundert. Weiterhin war er auch sozial engagiert.

## Familie
Beaulieu war seit 1845 verheiratet mit der Gutsbesitzerstochter Isidore von Schletter (1826–1905); sein Sohn Wilhelm (1848–1884) wurde Amtsrichter in Aurich und war zeitweise Mitglied des Preußischen Abgeordnetenhauses sowie des Deutschen Reichstags.

## Schriften
- Über den Vorschlag eines zu bildenden Hülfs-Fonds für arme Kranke im Peter-Friedrich-Ludwigs-Hospital. Oldenburg. 1842.
- Das bäuerliche Grunderbrecht vom Standpunkt des Gesetzgebers mit besonderer Rücksicht auf das Herzogtum Oldenburg. Oldenburg. 1870.
- Das Grundbuchrecht des Herzogtums Oldenburg. Oldenburg. 1876.
- Das partikulare Privatrecht des Herzogtums Oldenburg einschließlich des Fürstentums Birkenfeld. Veröffentlicht in: Franz von Holtzendorff (Hrsg.): Enzyklopädie der Rechtswissenschaften. 2 Teile. Leipzig. 1870–71.
- Beitrag zur Geschichte des Großherzoglichen Oberappellationsgerichtes in Oldenburg. Veröffentlicht in: Ztschr. f. Verwaltung und Rechtspflege im Großherzogtum Oldenburg. Ausgabe 7. 1880.
- Vier Oldenburger Kriegsbriefe aus dem Jahre 1870 von Eugen von Beaulieu an Emil Palleske. Veröffentlicht in: Oldenburgische Jahrbücher. Jahrgang 44/45. 1940/41.

## Sonstiges
Beaulieu-Marconnay war Aktionär und Direktor der „Oldenburgischen Rhederei-Gesellschaft“, die 1856 mit Sitz in Brake gegründet wurde und bis 1867 existierte. Der erste Neubau eines Segelschiffs, das die Reederei in Auftrag gab, trug nach Eugen von Beaulieu-Marconnay den Namen „E. von Beaulieu“. Das 37 Meter lange Schiff war weltweit als Auswanderer- und Handelsschiff unterwegs.

## Auszeichnungen
- Oldenburgischer Haus- und Verdienstorden des Herzogs Peter Friedrich Ludwig
  - 1869 Ritterkreuz II. Klasse
  - 1872 Ritterkreuz I. Klasse
  - 1875 Kapitular-Ritter
  - 1880 Groß-Komtur
  - 1887 Ehrengroßkreuz
  - 1888 Kapitular-Komtur
  - 1892 Großkreuz mit der goldenen Krone